# Deniz Undav
Deniz Undav (Varel, 19 juli 1996) is een Duits voetballer van Koerdische afkomst die sinds 2023 onder contract staat bij VfB Stuttgart. Zijn positie is aanvaller. Undav debuteerde in 2024 in het Duits voetbalelftal.

## Carrière

### Duitsland
Undav genoot zijn jeugdopleiding bij TSV Achim, Werder Bremen, SC Weyhe en TSV Havelse. Bij die laatste club debuteerde hij op 25 april 2015 in het eerste elftal van de club in de competitiewedstrijd tegen het tweede elftal van Hannover 96. Na twee volledige seizoenen bij het eerste elftal van TSV Havelse, waarin hij 32 keer scoorde in de Regionalliga Nord, versierde Undav een transfer naar het tweede elftal van Eintracht Braunschweig. Hier scoorde hij negen goals in het seizoen 2017/18, eveneens in de Regionalliga Nord. Undav slaagde er niet in om door te stromen naar het eerste elftal van de club en verhuisde in 2018 naar SV Meppen in de 3. Liga. Hier scoorde hij 23 competitiegoals in twee seizoenen.

### Union Sint-Gillis
In april 2020 kondigde de Belgische tweedeklasser Union Sint-Gillis aan dat Undav een contract voor drie jaar met een optie voor een extra jaar bij hen had ondertekend. Op 11 oktober 2020 scoorde hij in de bekerwedstrijd tegen KSK Heist zijn eerste doelpunt voor Union. Twee weken later opende hij ook zijn rekening in Eerste klasse B met twee goals tegen Club NXT, waardoor zijn teller na acht competitiewedstrijden op twee goals stond. Later in het seizoen was hij ook tegen Lierse Kempenzonen, KVC Westerlo en KMSK Deinze goed voor een tweeklapper, waardoor zijn doelpuntentotaal in de Proximus League al na achttien wedstrijden op dubbele cijfers kwam te staan.
Op 13 maart 2021 werd hij met Union kampioen in Eerste klasse B. In de titelwedstrijd tegen stadsgenoot RWDM, die Union met 2-1 won, opende Undav de score. Hij sloot zijn seizoenstotaal af op 17 competitiedoelpunten in 26 wedstrijden. 
Ook in de Jupiler Pro League vond hij vlot de weg naar doel: op de openingsspeeldag scoorde hij tweemaal in de 1-3-derbyzege tegen RSC Anderlecht, op de derde speeldag scoorde hij tegen Beerschot VA zijn tweede tweeklapper, en op de zevende speeldag kopte hij tegen KRC Genk in de slotseconden de gelijkmaker binnen. Op speeldag 15 van de eerste klasse scoorde hij, voor het eerst, viermaal in een competitiewedstrijd (1-7 op KV Oostende).

### Brighton & Hove Albion
Op 31 januari 2022 sloot Undav zich voor €7 miljoen euro aan bij de Premier League-club Brighton & Hove Albion, waar hij een overeenkomst voor vier en een half jaar tekende. Hij keerde onmiddellijk terug naar Union Sint-Gillis voor een uitleenbeurt tot het einde van het seizoen 2021/22.
Op 7 augustus maakte hij tegen Manchester United zijn debuut voor Brighton. Op 24 augustus scoorde hij in de EFL Cup tegen Forest Green Rovers zijn eerste doelpunt voor de Engelse club. Op 29 april 2023 scoorde hij zijn eerste twee Premier League-doelpunten in een 6-0 overwinning op Wolverhampton Wanderers. Toch was het seizoen 2022/23 matig voor Undav met slechts acht goals in dertig wedstrijden. 

### VfB Stuttgart
Op 2 augustus 2023 keerde hij terug naar zijn geboorteland Duitsland om er op huurbasis bij de Bundesliga club VfB Stuttgart het seizoen 2023/24 te spelen, die ook een aankoopoptie bedong. Hij maakte op 16 september tegen 1. FSV Mainz 05 als invaller met een assist zijn debuut voor de club. Op 30 september scoorde hij zijn eerste twee goals voor Stuttgart in een 2-0 overwinning op 1. FC Köln. Op 27 januari 2024 scoorde hij zijn eerste Bundesliga-hattrick in een 5-2 overwinning op RB Leipzig. Samen met Serhou Guirassy vormde hij een uitstekend duo dat Stuttgart naar de tweede plek in de Bundesliga leidde, achter kampioen Bayer Leverkusen en voor Bayern München. Zelf was hij goed voor achttien doelpunten en tien assists in 30 competitiewedstrijden. Die zomer nam Stuttgart definitief over van Brighton, voor 26,7 miljoen euro.

## Statistieken
| Seizoen | Club                   | Competitie        | Competitie | Competitie | Competitie | Beker | Beker | Beker | Internationaal | Internationaal | Internationaal | Totaal | Totaal | Totaal |
| Seizoen | Club                   | Competitie        | Wed.       | Dlp.       | Ass.       | Wed.  | Dlp.  | Ass.  | Wed.           | Dlp.           | Ass.           | Wed.   | Dlp.   | Ass.   |
| ------- | ---------------------- | ----------------- | ---------- | ---------- | ---------- | ----- | ----- | ----- | -------------- | -------------- | -------------- | ------ | ------ | ------ |
| 2014/15 | TSV Havelse            | Regionalliga Nord | 3          | 0          | 0          | 0     | 0     | 0     | —              | —              | —              | 3      | 0      | 0      |
| 2015/16 | TSV Havelse            | Regionalliga Nord | 32         | 16         | 4          | 2     | 0     | 0     | —              | —              | —              | 34     | 16     | 4      |
| 2016/17 | TSV Havelse            | Regionalliga Nord | 32         | 16         | 10         | 3     | 5     | 1     | —              | —              | —              | 35     | 21     | 11     |
| 2017/18 | Braunschweig II        | Regionalliga Nord | 18         | 9          | 4          | —     | —     | —     | —              | —              | —              | 18     | 9      | 4      |
| 2018/19 | SV Meppen              | 3. Liga           | 35         | 6          | 2          | 3     | 1     | 0     | —              | —              | —              | 38     | 7      | 2      |
| 2019/20 | SV Meppen              | 3. Liga           | 34         | 17         | 13         | 1     | 0     | 0     | —              | —              | —              | 35     | 17     | 13     |
| 2020/21 | Union Sint-Gillis      | Eerste klasse B   | 26         | 17         | 5          | 3     | 1     | 0     | —              | —              | —              | 29     | 18     | 5      |
| 2021/22 | Union Sint-Gillis      | Eerste klasse A   | 39         | 26         | 13         | 2     | 1     | 0     | —              | —              | —              | 41     | 27     | 13     |
| 2022/23 | Brighton & Hove Albion | Premier League    | 22         | 5          | 0          | 8     | 3     | 1     | —              | —              | —              | 30     | 8      | 1      |
| 2023/24 | → VfB Stuttgart        | Bundesliga        | 30         | 18         | 10         | 3     | 1     | 0     | —              | —              | —              | 33     | 19     | 10     |
| 2024/25 | VfB Stuttgart          | Bundesliga        | 9          | 5          | 0          | 3     | 1     | 1     | 4              | 1              | 0              | 16     | 7      | 1      |
| Totaal  | Totaal                 | Totaal            | 280        | 135        | 61         | 28    | 13    | 3     | 4              | 1              | 0              | 312    | 149    | 64     |

## Nationale ploeg
Op 23 maart 2024 maakte Undav zijn debuut bij het Duits voetbalelftal. De oefeninterland tegen Frankrijk eindigde in een overwinning voor Duitsland met een eindstand van 0–2. In juni 2024 werd hij door bondscoach Julian Nagelsmann opgenomen in de selectie voor het Europees kampioenschap in zijn geboorteland. Duitsland werd groepswinnaar in een groep met Schotland, Hongarije en Zwitserland en won in de achtste finales van Denemarken (2–0), maar werd in de kwartfinales na verlengingen uitgeschakeld door Spanje (2–1). Undav kwam op het toernooi enkel in actie tegen Hongarije als invaller.

## Erelijst

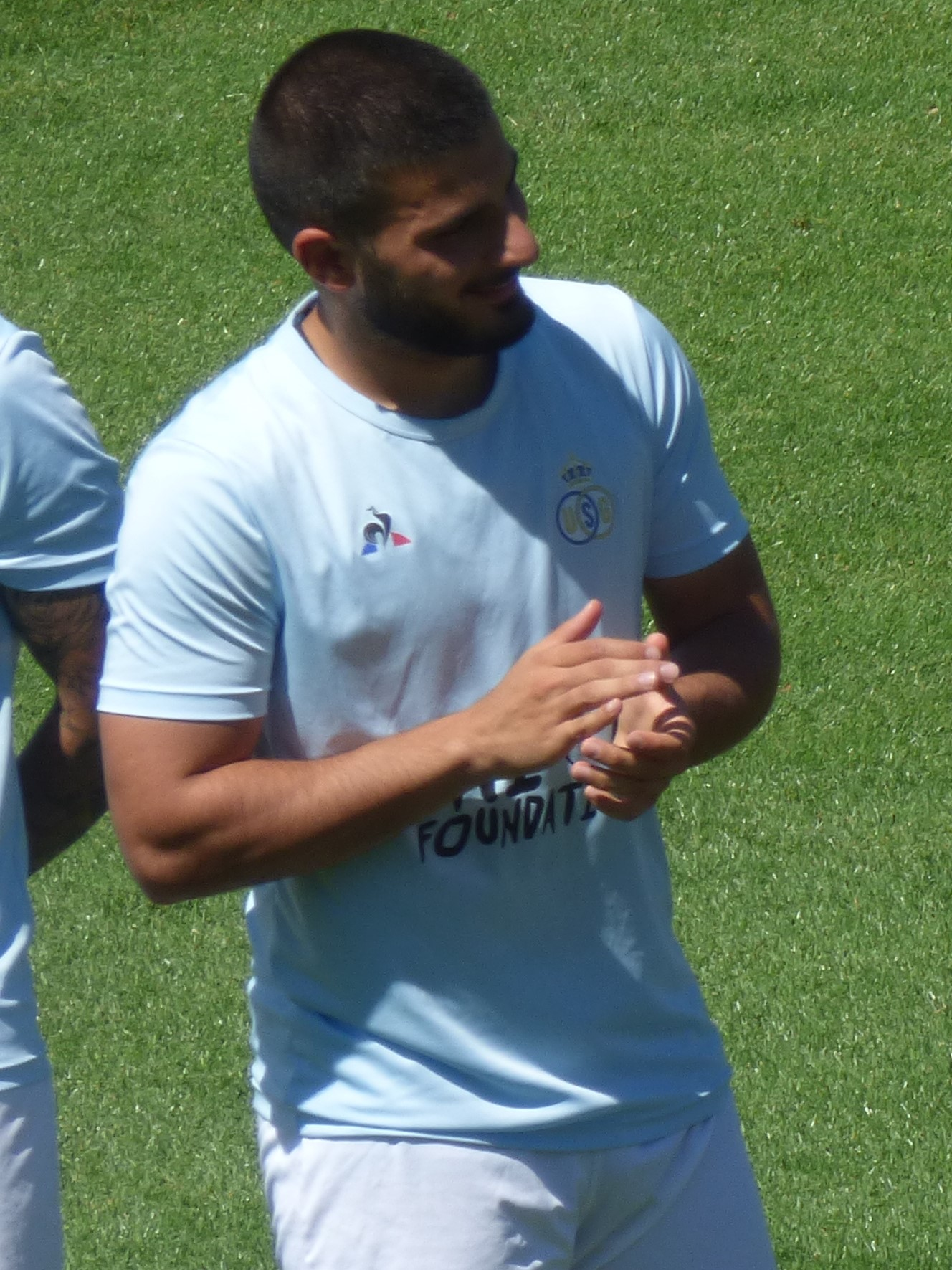
Deniz Undav 2020

| Union Sint-Gillis |    |         |
| Eerste Klasse B   | 1x | 2020/21 |

## Privé
- Undavs vader heeft Koerdische roots. Hij groeide op in Urfa. Zijn moeder heeft een Syrisch paspoort.[9]